# Навия
Навия (лат. Navia) — род многолетних растений семейства Бромелиевые (Bromeliaceae).
Род назван в честь немецкого натуралиста нем. Bernard Sebastian von Nau, умершего в 1845 году.
Травянистые растения, часто ксерофитные. Некоторые виды образуют небольшие неодревесневающие стебли, которые могут ветвится.
Род насчитывает около 90 видов. Ареал лежит на северо-востоке Южной Америки простираясь по территории Колумбии, Венесуэлы, Бразилии, Гайны и Суринама. Центр биологического разнообразия находится в районе Гвианского плоскогорья.

## Некоторые виды
- Navia albiflora L.B.Sm., Steyerm. & H.Rob.
- Navia arida L.B.Sm. & Steyerm.
- Navia phelpsiae L.B.Sm.
- Navia saxicola L.B.Sm.
- Navia serrulata L.B.Sm.